# العلاقات الإيرانية البنينية
العلاقات الإيرانية البنينية هي العلاقات الثنائية التي تجمع بين إيران وبنين.

## مقارنة بين البلدين
هذه مقارنة عامة ومرجعية للدولتين:
| وجه المقارنة                                              | إيران                    | بنين            |
| --------------------------------------------------------- | ------------------------ | --------------- |
| المساحة (كم2)                                             | 1.65 مليون               | 114.76 ألف      |
| عدد السكان (نسمة)                                         | 79.97 مليون              | 11.18 مليون     |
| الكثافة السكانية (ن./كم²)                                 | 48.47                    | 97.42           |
| العاصمة                                                   | طهران                    | بورتو نوفو      |
| اللغة الرسمية                                             | لغة فارسية               | لغة فرنسية      |
| العملة                                                    | ريال إيراني              | فرنك غرب أفريقي |
| الناتج المحلي الإجمالي (بليون دولار)                      | 439.51 مليار             | 9.27 مليار      |
| الناتج المحلي الإجمالي (تعادل القوة الشرائية) بليون دولار | 1.36 تريليون             | 22.38 مليار     |
| الناتج المحلي الإجمالي الاسمي للفرد دولار أمريكي          |                          | 762             |
| الناتج المحلي الإجمالي للفرد دولار أمريكي                 |                          | 2.03 ألف        |
| مؤشر التنمية البشرية                                      | 0.766                    | 0.480           |
| رمز المكالمات الدولي                                      | +98                      | +229            |
| رمز الإنترنت                                              | .ir،                     | .bj             |
| المنطقة الزمنية                                           | ت ع م+03:30، توقيت إيران | ت ع م+01:00     |

## منظمات دولية مشتركة
يشترك البلدان في عضوية مجموعة من المنظمات الدولية، منها:
| علم المنظمة | اسم المنظمة                        | تاريخ انضمام إيران | تاريخ انضمام بنين |
| ----------- | ---------------------------------- | ------------------ | ----------------- |
|             | مؤسسة التنمية الدولية              | 10 أكتوبر 1960     | 16 سبتمبر 1963    |
|             | يونسكو                             | 6 سبتمبر 1948      | 18 أكتوبر 1960    |
|             | وكالة ضمان الاستثمار متعدد الأطراف | 15 ديسمبر 2003     | 26 سبتمبر 1994    |
|             | الأمم المتحدة                      | 24 أكتوبر 1945     | 20 سبتمبر 1960    |
|             | الاتحاد البريدي العالمي            | ?                  | ?                 |
|             | البنك الدولي للإنشاء والتعمير      | 29 ديسمبر 1945     | 10 يوليو 1963     |
|             | منظمة التعاون الإسلامي             | ?                  | ?                 |
|             | منظمة حظر الأسلحة الكيميائية       | ?                  | ?                 |
|             | مؤسسة التمويل الدولية              | 28 ديسمبر 1956     | 5 فبراير 1987     |
|             | منظمة الشرطة الجنائية الدولية      | ?                  | ?                 |

## وصلات خارجية
- موقع وزارة الخارجية الإيرانية
- موقع وزارة الخارجية البنينية